# Diazina
Diazina refere-se a um grupo de compostos orgânicos tendo a fórmula molecular C4H4N2. Cada um contém um anel benzênico no qual dois dos fragmentos C-H tenham sido substituídos por nitrogênio isolobal. Existem três isômeros:

- pirazina (1,4-diazina)
- pirimidina (1,3-diazina)
- piridazina (1,2-diazina)